# Pirovskoe
Pirovskoe (in russo Пировское?) è un villaggio della Russia asiatica, situato nel Territorio di Krasnojarsk. È il centro amministrativo del distretto Pirovskij.
Si trova presso il fiume Belaja (affluente del Kem', nel bacino dell'Enisej), a nord di Krasnojarsk.